# سیارک ۲۴۶۶۶
سیارک ۲۴۶۶۶ (به انگلیسی: 24666 Miesvanrohe، نامگذاری:1988RZ3) بیست و چهار هزار و ششصد و شصت و ششمین سیارک کشف شده‌است که در ۸ سپتامبر ۱۹۸۸ کشف شد.
قدر مطلق سیارک برابر ۱۲.۹ است.